# Палаццо Феррерия
Палаццо Феррерия (мальт. Palazzo Buttiġieġ-Francia) — это дворец, расположенный недалеко от входа в Валлетту, столицу Мальты. Он был построен в конце 19 века. Спроектированный архитектором Джузеппе Бонавиа, он стал первым зданием, в котором появились деревянные балконы на фасадах. Это национальный памятник 1-го класса. Второй по величине дворец в Валлетте после Дворца гроссмейстеров.

## История
На участке дворца располагалась бывшая литейная мастерская ордена Святого Иоанна для изготовления рыцарского оружия. Джузеппе Буттигиг и его жена Джованна Камиллери приобрели землю у правительства, и они построили Палаццо Феррерия в конце 19-го века. На фасаде здания отчетливо видны гербы Буттьеги и Камиллери. Дворец был оставлен в качестве приданого их дочери Терезе Баттигиг. Она вышла замуж за полковника Джона Луи Франсиа, в честь которого дворец на некоторое время и получил свое название. Франсиа был испанским гражданином британской колонии Гибралтар, и они встретились на Мальте, когда Франсиа был на службе в британской армии.

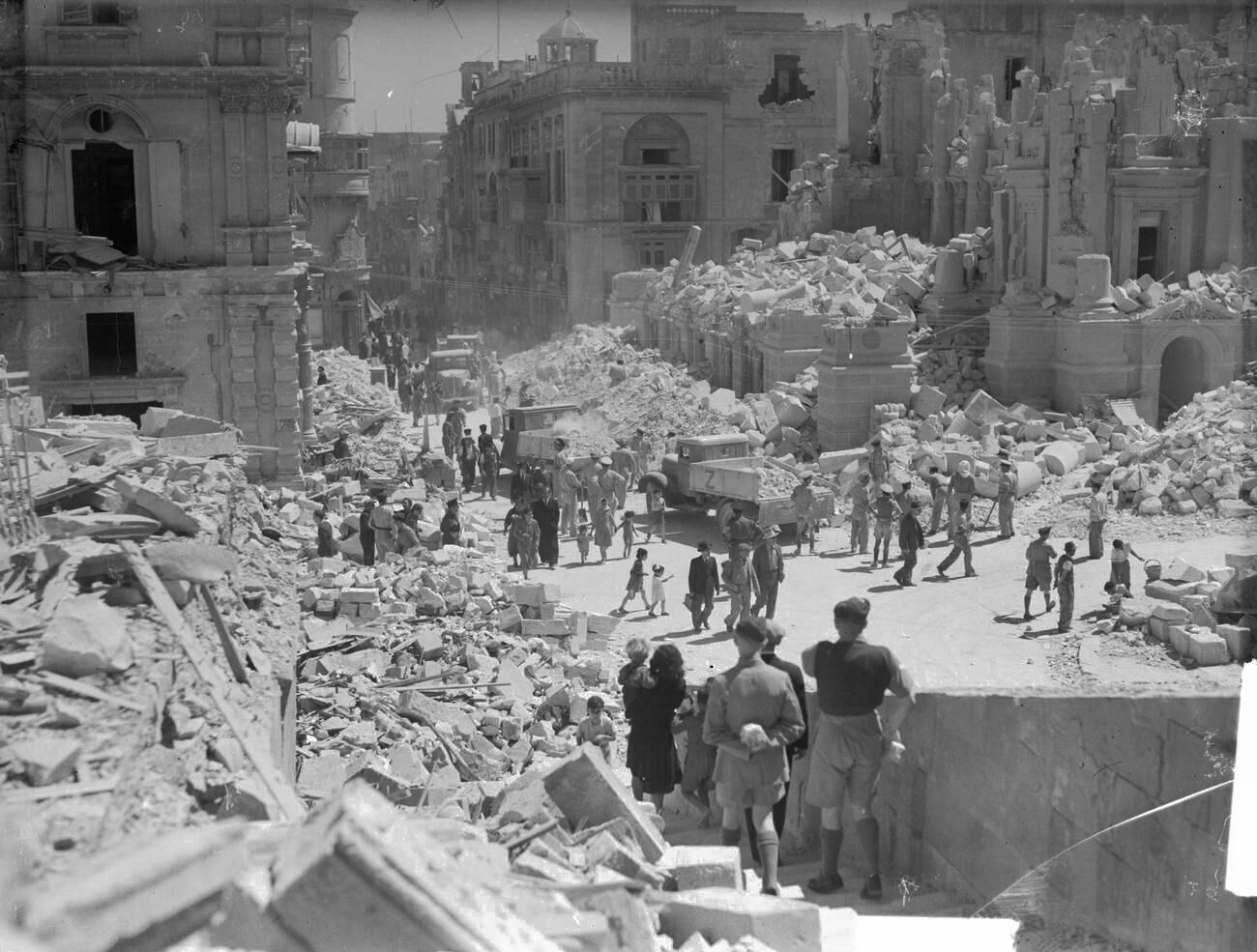
Во время Второй мировой войны несколько зданий в Валлетте получили структурные повреждения включая Палаццо Феррерия (слева)

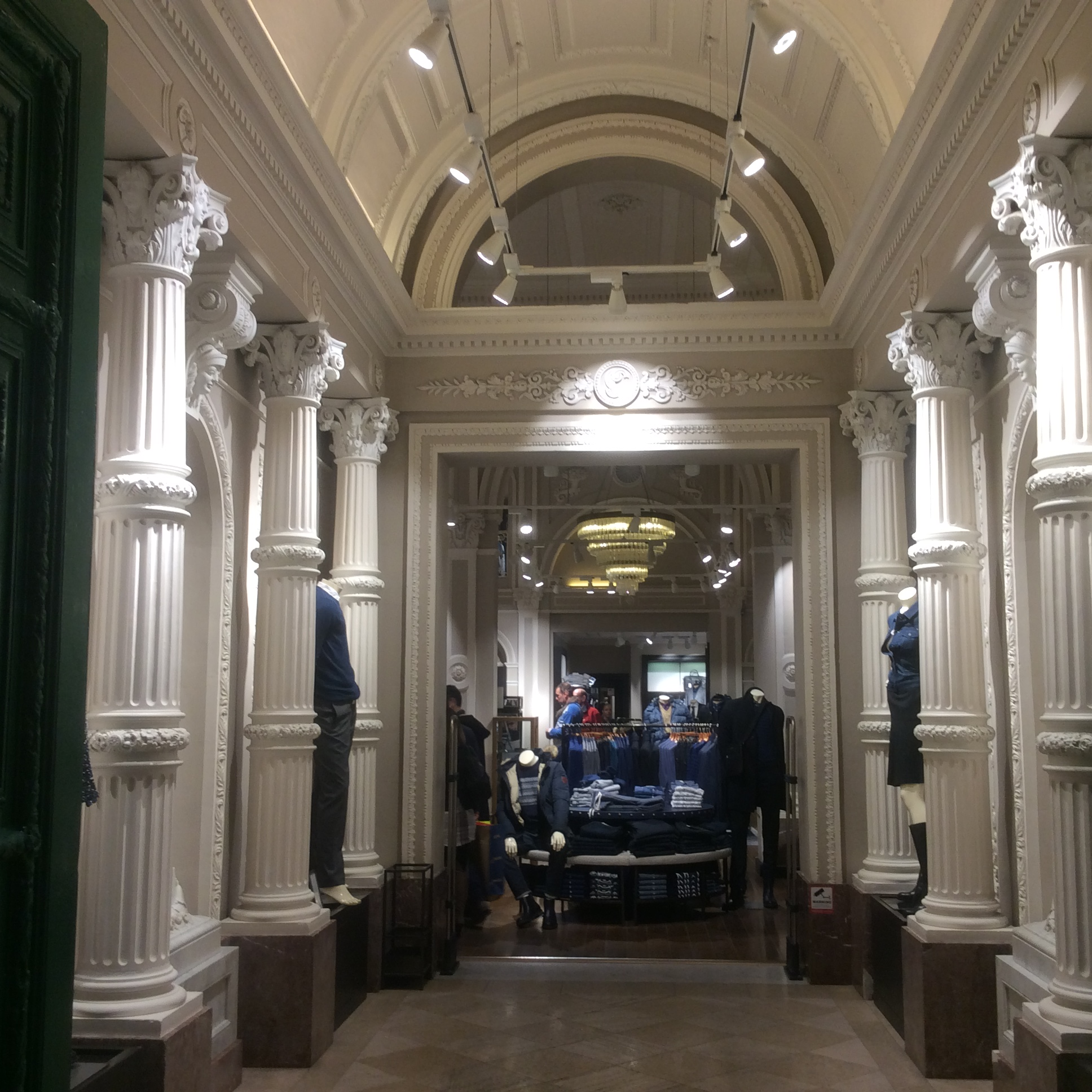
Один из входов в Палаццо Феррерия, ныне магазин одежды.

Семья Франсиа жила во дворце до конца Второй мировой войны. Война разрушила или частично повредила большинство зданий в Валлетте. Лейбористское правительство во главе с Домиником Минтоффом арендовало часть дворца у Франсии для департамента общественных работ, чтобы восстановить и восстановить Валлетту после военных разрушений. Семья сохранила небольшую часть дворца в качестве квартиры, которая теперь используется в качестве кабинета мальтийского правительства. Франсиа продал дворец в 1979 году правительству, которое находилось под управлением премьер-министра Мальты Домиником Минтоффом. Сегодня нижняя часть дворца состоит из нескольких магазинов.

## Архитектура
Архитектором Палаццо Феррерия является Джузеппе Бонавиа, который также спроектировал башню Лия Бельведер и Ла Борса. Бонавиа известен как первый архитектор, который ввел деревянные балконы на фасадах, начиная с Палаццо Феррерия. Это произошло в 19 веке и оказало влияние на нескольких архитекторов и мальтийское население в целом, что все ещё заметно и распространено сегодня.

## Галерея

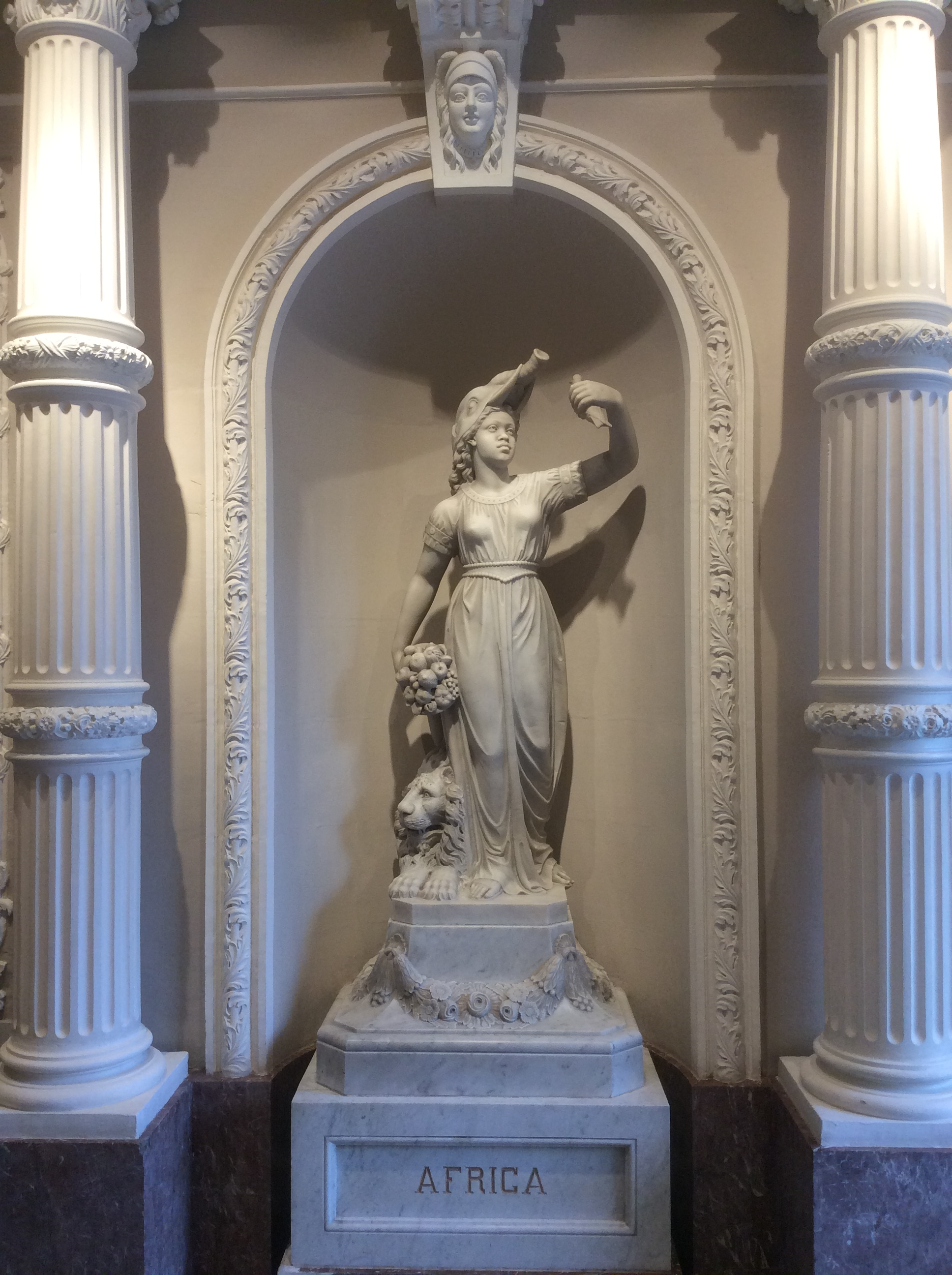
Статуя, представляющая Африку.
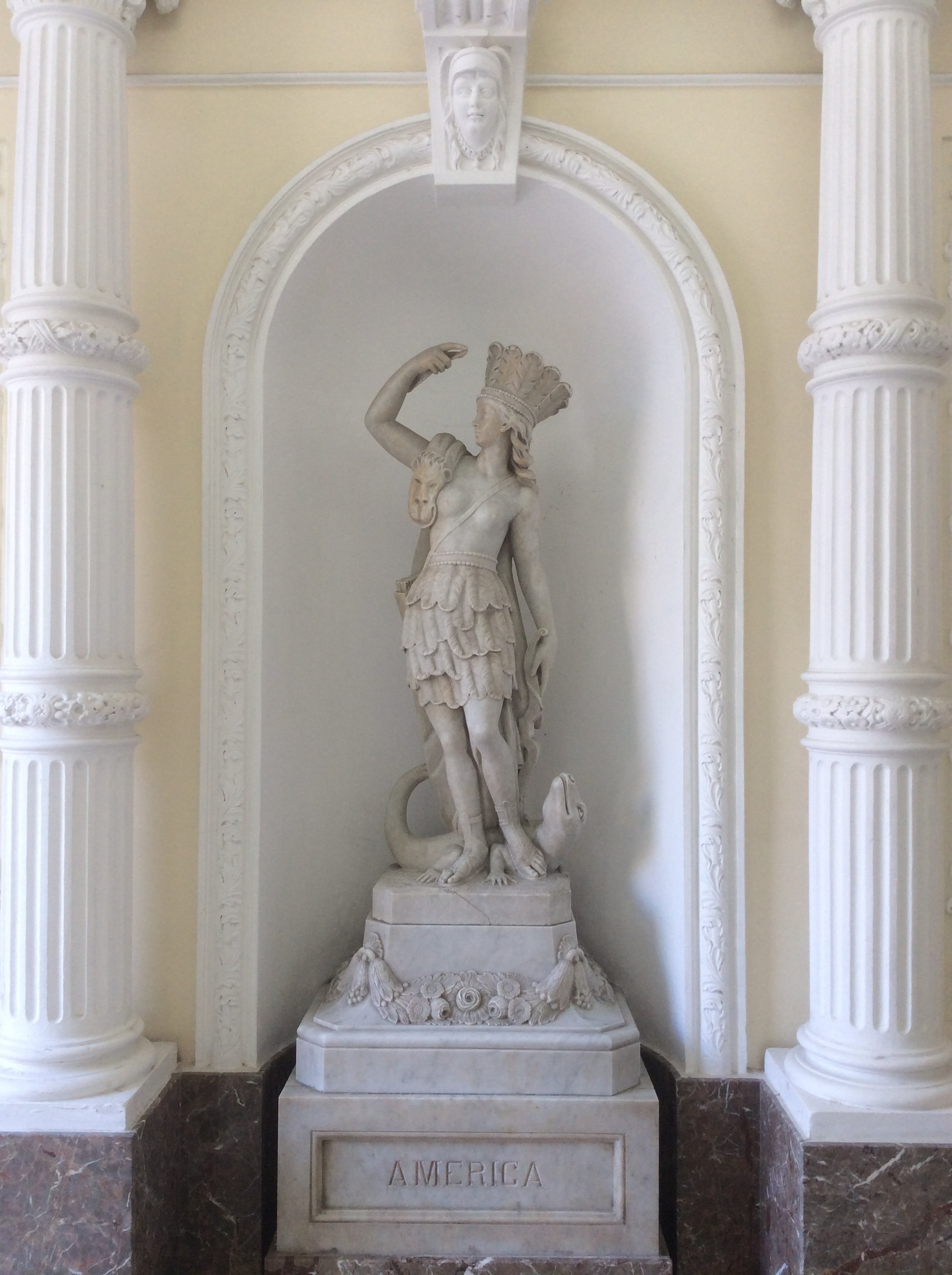
Статуя, представляющая Америку.
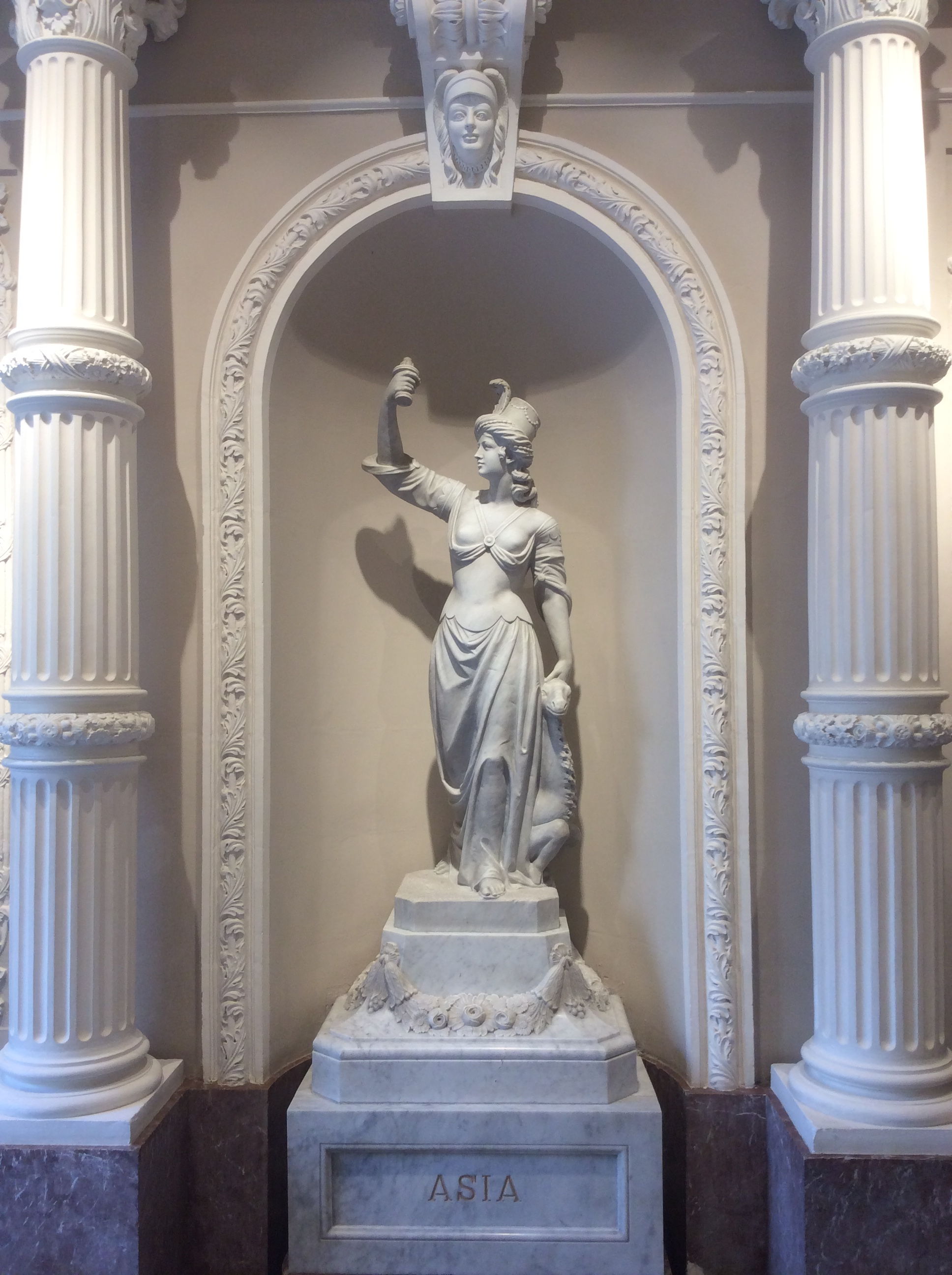
Статуя, представляющая Азию.
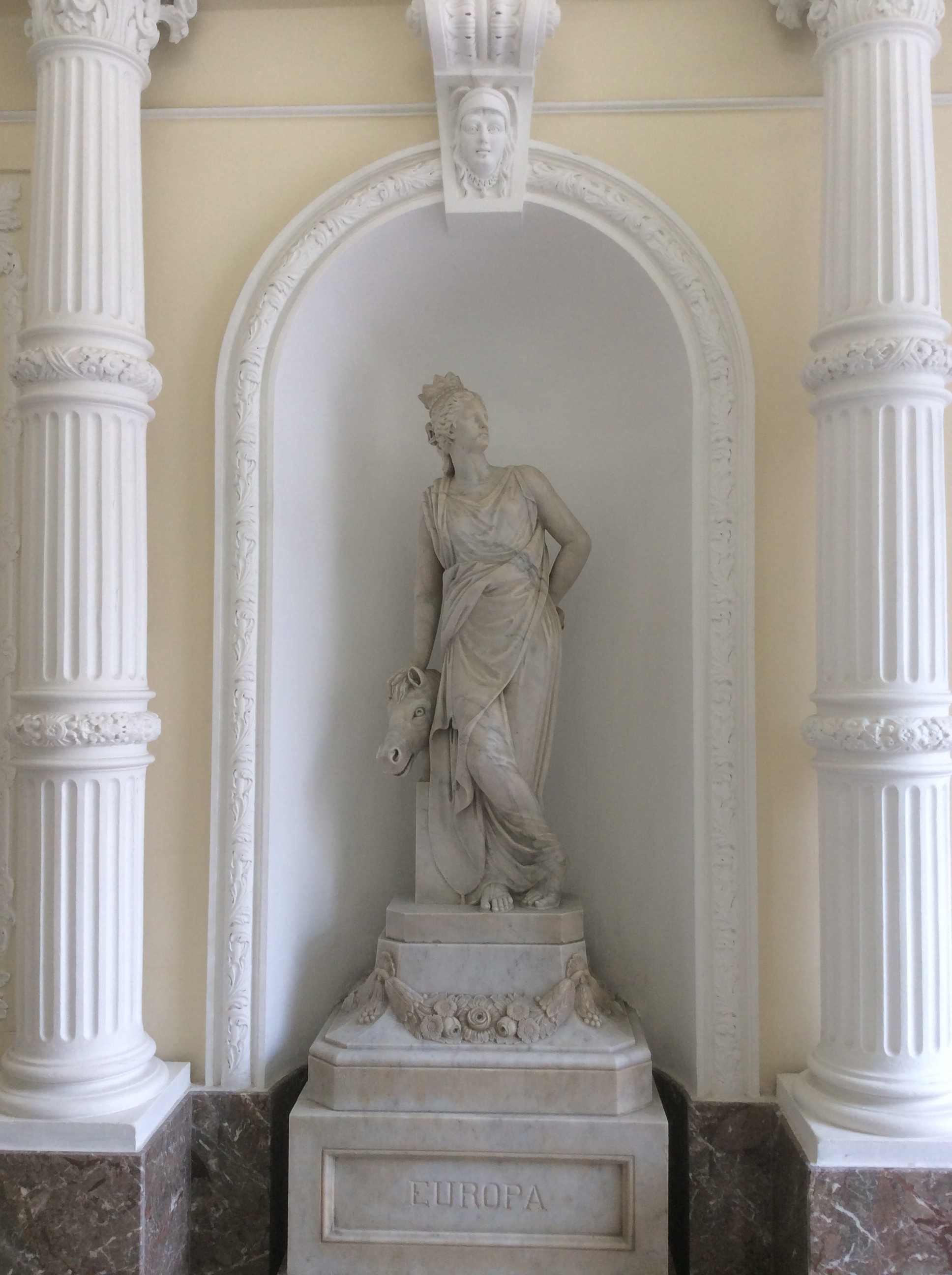
Статуя, представляющая Европу.